# Strawberry Hill (zgrada)
Strawberry Hill je ladanjska vila slična dvorcu koju je pisac i političar Horace Walpole, četvrti grof od Orforda, sagradio na Temzi u blizini Twickenhama (London) od 1749. do 1776. god. Zgrada je postala uzor velikom broju sličnih vila i dvoraca u Europi i dala poticaj preporodu gotike koji se naziva „gotički preporod” ili „neogotika”.

## Odlike
Vila je izgrađena od 1749. – 1753. god. Arhitektonski uzori su joj bile različite građevine u Engleskoj i drugim zemljama iz razdoblja gotike. Kapela Westminsterske opatije, izgrađena za Henrika VII., bila je model za križno-rebrasti svod iznad galerije, a detalji grobnica u Westminsteru i Canterburyju su se također ugradili u zgradu, u modificiranom obliku. Walpole je koristio detalje gotičkih katedrala unutar svoje kuće, a izvana je bila mješavina dvorca s bedemima i tornjevima, te gotičke crkve sa šiljastim lučnim prozorima.
Walpole je bio jednako pažljiv u dizajniranju i razvoju svojih vrtova koliko i u dizajnu interijera kuće. Walpoleov okus u krajoliku i vrtlarstvu udaljio se od tradicionalnog, formalnog izgleda partera, terasa, mramornih urni, fontana, kipova i kanala. Vrtovi su bili simetrični i neprirodni s drvećem i grmljem posađenima u skupinama, samo na travnjaku. Posebna atrakcija Walpoleovih vrtova bila je vrtna rokoko klupa, nalik na veliku morsku školjku.  Bila je prvobitno postavljena na kutu imanja Walpole, gdje su on i njegovi posjetitelji mogli vidjeti rijeku i krajolik iza rijeke. Iako su preživjela samo dva crteža izvorne klupe, uspješno je obnovljena 2012. godine. Ova klupa, rustikalna kućica i kapela u šumi pokazuju Walpoleov ekscentrični ukus.

## Povijest
God. 1748. Horace Walpole kupio je malu vilu na Temzi s namjerom da je pretvoriti u svoj „mali gotički dvorac”, za što je napravio i grubu skicu koja je arhitektima trebala dočarati njegovu ideju. U tu svrhu Walpole je osnovao „Odbor ukusa” s dva prijatelja, arhitektom Johnom Chuteom i ilustratorom Richardom Bentleyem. Bentley je napustio „Odbor” 1761. godine nakon svađe jer je Walpole rigorozno odbacio njegove nacrte. William Robinson (1720. – 1775.) iz Kraljevskog ureda za rad pružao je profesionalni građevinski nadzor, a napravio je također i okvir za prozore u sobi za doručak. 
Vila je proširena u nekoliko faza, druga je započela 1760., a od 1772. do 1776. uvedene su daljnje promjene i dopune, kao što je Beauclerkov toranj. Godine 1776. vila je završena prema planovima profesionalnog arhitekta Jamesa Essexa. Ta godina se također uglavnom u povijesti umjetnosti smatra početkom gotičkog preporoda, tj. negotike.
Strawberry Hill bio je uzor i za roman „Dvorac Otranto”, Walpoleovo djelo iz 1764. godine, koje je prvo objavljeno pod pseudonimom, a kojim je osnovan književni žanr „gotski roman“. Od tada je arhitektura ove vrste igrala bitnu ulogu u svakom horor romanu.
Nakon Walpoleove smrti, kuću je naslijedila njegova rođakinja Anne Seymour Damer, a 1797. god. prešao je u posjed braće Johna i Georgea Waldegravea, unuka Marije Walpole, nezakonite kćeri Walpoleovog starijeg brata Edwarda. Kad su ovi potrošili većinu svog obiteljskog bogatstva, cjelokupni sadržaj kuće Strawberry Hill prodan je na aukciji u dvadeset četiri dana 1842. godine. God. 1883. vlasništvo je stekao njemački bankar, barun Hermann de Stern (1815. – 1887.). Od 1923. god. Strawberry Hill je u posjedu sveučilišta University College St. Mary u Twickenhamu. Iako se koristio za stanovanje nastavnika i učionice za učenike, nije se moglo spriječiti da zgrada u blizini Temze propadne od vlage i hrđe. 
Od 2004. do 2006. godine Strawberry Hill se našao se na popisu Fonda za svjetske spomenike, na kojima su posebno važni i ugroženi povijesni spomenici. Godine 2007. zgrada je iznajmljena na „Strawberry Hill Trustu” na duži rok, uz uvjet da se zgrada vrati u prvobitno stanje. Nakon opsežnih radova na obnovi u kojima su uklonjena sva oštećenja i kasnije instalacije, zgrada se sada može ponovo razgledati u izvornom obliku. Godine 2013. Strawberry Hill Trust je dobio glavnu nagradu Europa Nostra (Nagrade europske unije za kulturno naslijeđe) u kategoriji „očuvanje”.

## Vanjske poveznice
|  | Zajednički poslužitelj ima još gradiva o temi Strawberry Hill (zgrada) |

- Web stranica prijatelja Strawberry Hilla  Arhivirana inačica izvorne stranice od 27. rujna 2011. (Wayback Machine) (engl.)